# Sanu Sharma
Sanu Sharma (सानु शर्मा) jest nepalską pisarką, autorką opowiadań, autorką tekstów piosenek i poetką. Opublikowała kilka książek z opowiadaniami i powieści.  Jej zbiór opowiadań pt. "Ekadeshmaa" został zakwalifikowany do finałowej listy nagrody Madan Puraskar w 2018 roku.

## Wczesne życie
Sanu Sharma urodziła się w Prasuti Ghriha, rządowym szpitalu położniczym w Katmandu. Dorastała równo w Katmandu i na Teraju w Nepalu.

## Kariera
Sharma opublikowała swój pierwszy roman "Ardhaviram" w 2003 roku, a drugi "Jeetko Paribhasha" w 2010 roku. W 2011 roku opublikowała swój trzeci roman "Artha".
W 2017 roku Sharma opublikowała swój czwarty roman "Biplavi"; natomiast w 2018 roku opublikowała swoją piątą książkę i pierwszy zbiór opowiadań zatytułowany "Ekadeshmaa". "Ekadeshmaa" przyciągnęła uwagę większej publiczności i została uznana przez większość czytelników i krytyków. W rezultacie została nominowana do nagrody Madan Puraskar, która uważana jest za najważniejszą nagrodę literacką w literatura nepalska.
Po sukcesie Ekadeshmaa, Sharma opublikowała swoją piątą powieść Utsarga oraz szóstą Pharak odpowiednio w 2021 i 2022 roku. We wrześniu 2023 roku opublikowała swoją ósmą książkę i siódmą powieść Tee Saat Din z wydawnictwa Ratna Pustak Bhandar.
Sanu Sharma jest również poetką, autorką tekstów piosenek i pisarką Ghazal. Jej teksty piosenek zostały wykonane przez różnorodnych wykonawców, z muzyką stworzoną przez nepalskich muzyków. Jej oryginalne nepalskie wiersze zostały przetłumaczone na inne języki i opublikowane w wielu miejscach.

## Dzieła
Powieści
- Ardhaviram[1]
- Jeetko Paribhasha
- Artha[1]
- Biplavi[14]
- Utsarga[14]
- Pharak
- Tee Saat Din

Zbiory opowiadań
- Ekadeshmaa[1][2][4]